# Wałerij Starodubow
Wałerij Andrijowycz Starodubow, ukr. Валерій Андрійович Стародубов, ros. Валерий Андреевич Стародубов, Walerij Andriejewicz Starodubow (ur. 1939 w ZSRR, zm. 2006 w Żytomierzu, Ukraina) – ukraiński trener piłkarski.

## Kariera trenerska
Rozpoczął pracę szkoleniowca w 1967 roku na czele kazachskiego klubu Jenbek Żezkazgan, kierując nim do 1972. Na początku 1973 został mianowany na stanowisko głównego trenera Awtomobilista Żytomierz. W czerwcu został zwolniony, ale pozostał w Żytomierzu i pracował w sztabie szkoleniowym żytomierskiego klubu, który z czasem zmieniał nazwy na Spartak i Polissia. Od 1982 do 1984 oraz w 1990 prowadził klub z Żytomierza. W latach 1992–1997 pracował jako przewodniczący Żytomierskiego Obwodowego Związku Piłki Nożnej.
W 2006 zmarł w Żytomierzu w wieku 67 lat.